# Jill Millstone
Jill Millstone es una química estadounidense, actualmente profesora de la Universidad de Pittsburgh. Trabaja en la química de ligandos metálicos en la síntesis de nanopartículas. Fue la líder emergente en química de la Fundación Kavli de la Sociedad Estadounidense de Química en 2018.

## Juventud y educación
Millstone obtuvo su licenciatura en química en la Universidad Carnegie Mellon en 2003. Obtuvo un doctorado en química de materiales en la Universidad del Noroeste, trabajando con Chad Mirkin. Recibió la beca presidencial de la escuela de posgrado de la Universidad del Noroeste.

## Investigación y carrera
Millstone trabajó como investigadora postdoctoral con Jean Fréchet y Paul Alivisatos en la Universidad de California en Berkeley. Obtuvo una plaza en la Universidad de Pittsburgh en 2011, ganando un premio de carrera de la Fundación Nacional de Ciencias de los EE. UU..
En 2013, desarrolló aleaciones a nanoescala que emitían tanta luz infrarroja cercana que podían usarse para visualizar células. Millstone utiliza pequeñas moléculas orgánicas para mantener unidas las nanopartículas metálicas. El laboratorio de Millstone se centra en la síntesis química de nanopartículas multifuncionales y técnicas para estudiar sus relaciones de propiedades estructurales. Trabajan en matrices coloidales de nanopartículas y su mecanoquímica. Utilizan resonancia magnética nuclear, espectroscopia de fotoemisión y microscopia electrónica. Ganó el Premio Unilever 2015 a Investigadora Joven Sobresaliente en Ciencia de Coloides y Surfactantes.
En junio de 2018, se anunció que Millstone sería la líder emergente en química de la Fundación Kavli de la American Chemical Society de 2018. Ganó el Premio de Investigación Distinguida de la Universidad de Pittsburgh. Es editora asociada de ACS Nano.